# Минус (лишение прав)
Ми́нус (также известно как «39-я статья») — неофициальное наименование принятой в СССР репрессивной меры — запрета проживания в крупных городах. Мера эта была унаследована от царского режима, поскольку в царское время ссыльнопоселенцам и евреям по закону было запрещено проживать в городах (подробнее см. Черта оседлости).

## В царское время
В 1787 году было «запрещено публично наказанным проживать в столицах и в губернских городах» (1-е Полное собрание законов Российской империи, № 16566).
Разным революционерам, участникам акций протеста и другим несогласным с царской политикой, а также депортированным национальностям (крымские татары и прочие), в наказание устанавливался запрет проживать в тех или иных местах, регионах. Так, например, И. И. Скворцов-Степанов получил двухгодичный запрет проживать в промышленных городах.

## В советское время
Первоначально запрет распространялся на три города — Москву, Петроград и Харьков, что называлось «минус три». Но затем количество «минусов» стало расти, а также эта мера стала применяться к отбывшим наказание.
28 марта 1924 с принятием ЦИК СССР положения «О правах ОГПУ в части административных высылок, ссылок и заключения в концентрационный лагерь» ОГПУ получило полномочия: 
- высылать из какой-либо местности с запрещением проживания в ряде установленных списком ОГПУ местностей;
- ссылать в конкретную местность под гласный надзор местных отделов ГПУ;
- высылать за пределы СССР.

Позднее нормативными документами вводилось 3 ступени ограничений подвергнутых высылке (система «минусов»): запрет проживать в шести центральных городах («минус шесть») и пограничной полосе, запрет проживать в 72 губернских центрах, определение пункта поселения по выбору высылаемого.
К концу 20-х годов XX века некоторые освобождаемые из заключения стали «получать» до двенадцати «минусов».
После введения в СССР 27 декабря 1932 паспортной системы секретный список «минусов» стал дальше возрастать и в начале 40-х годов XX века насчитывал 135 и больше наименований. Соответствующие специальные отметки о запрете проживания вносились в советский паспорт, на особо отведенную для этого страницу, где могло быть написано просто: «в крупных городах», «в любых промышленных районах», в тех или иных регионах (как правило, приграничных, но и внутренних тоже, например «на Кавказе»), и т. п. Если органам внутренних дел становилось известно, что то или иное лицо нарушило свой «минус», его ждала уголовная ответственность и ужесточение «минуса».
В каждом конкретном случае, «минус» мог дополняться или уточняться, в зависимости от сферы деятельности или рода занятий осужденного. Так, например, в паспорте актёра Георгия Жжёнова стоял штамп с запретом проживания в «городах, где есть киностудии».
Статья 39 «Положения о паспортах» вводила понятие «запретных зон» и «режимных местностей» («в Москве, Ленинграде, Киеве, в запретных зонах, пограничной полосе и других режимных местностях»). Это «положение» было документом для служебного пользования, но освобождаемые хорошо знали, что статьи 38 и 39 касаются только осужденных и спецпоселенцев. Именно штамп с указанием «ст. 39» ставили в паспорт, в разделе об основаниях выдачи, выдаваемый отбывшим наказание или освобождённым от поселения по прибытии к месту постоянного жительства взамен справки об освобождении. Такой паспорт назывался «паспортом прокажённого».